# Hägerstens gård

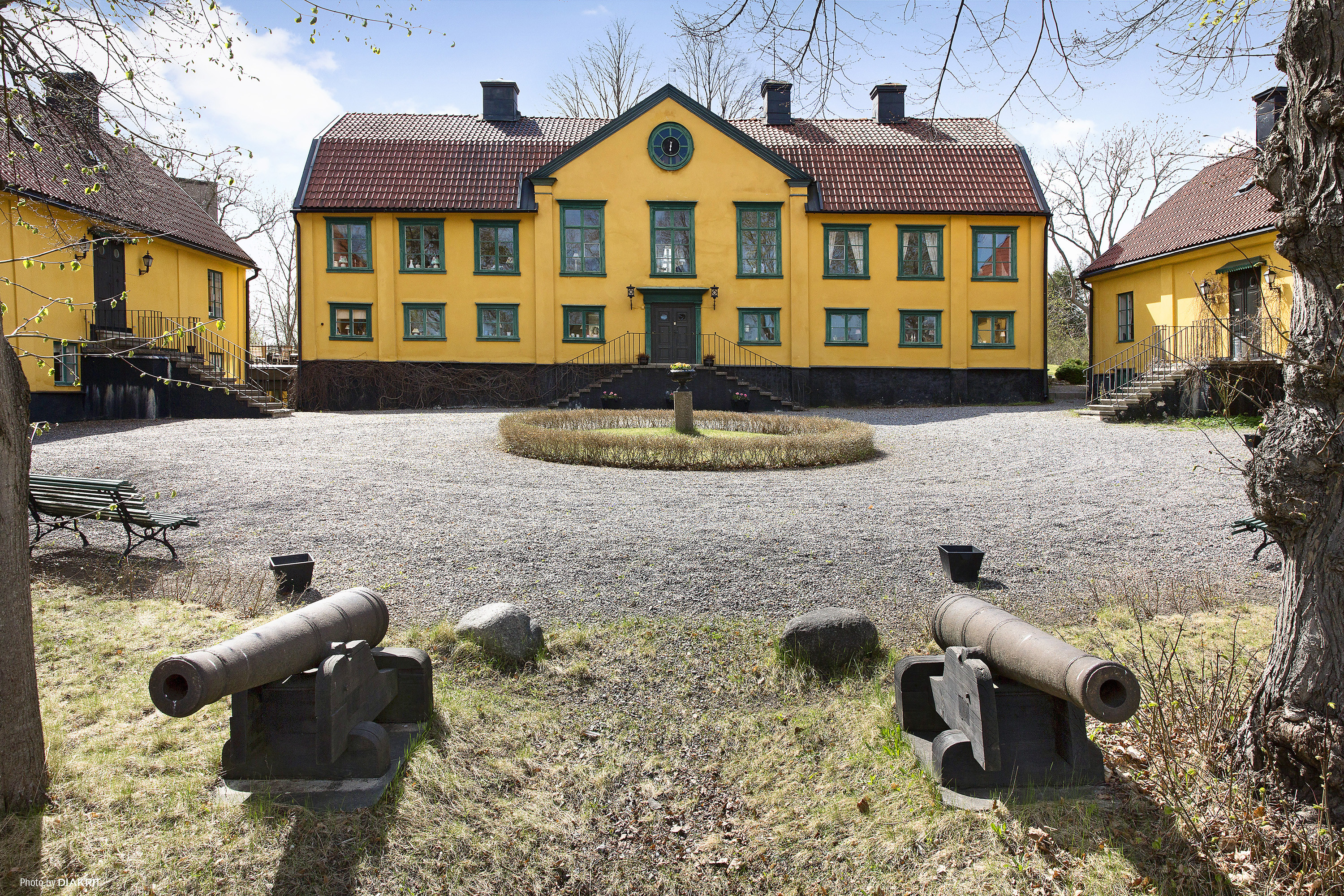
Hägerstens gård i maj 2013.

Hägerstens gård är en herrgård i stadsdelen Hägersten i Brännkyrka socken i Stockholms kommun. Gårdens ekonomibyggnader existerar inte längre, men mangårdsbyggnaden med sina flyglar finns kvar och är sedan 1997 en bostadsrättsförening med fem lägenheter. Bebyggelsen är blåmärkt av Stadsmuseet i Stockholm vilket innebär att den bedöms ha "synnerligen höga kulturhistoriska värden".

## Historik

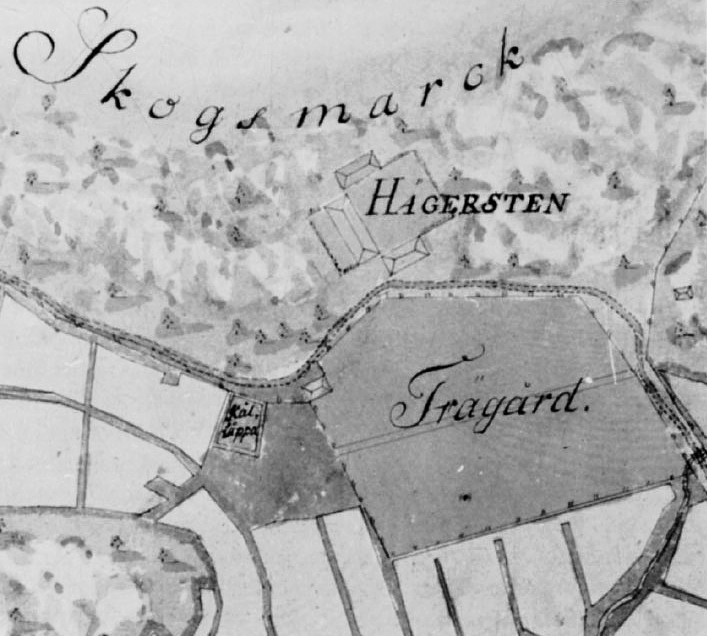
Hägerstens gård 1771.

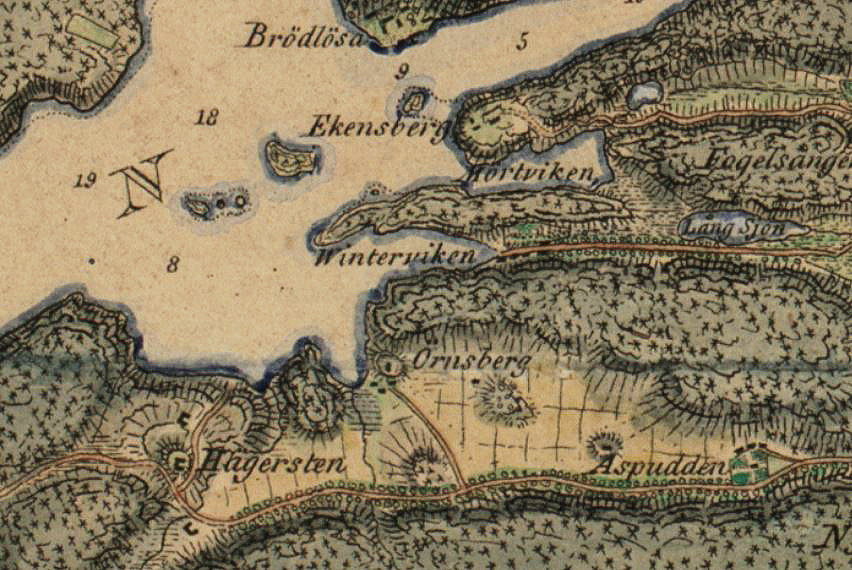
Hägersten, Örnsberg, Aspudden 1817.

Hägerstens gård var ett frälsehemman på 1700-talet med ägor från Liljeholmen till Mälarhöjden. Gården omnämns första gången redan 1432 som torpet under Årsta gård kallad "Hæghrasteen" i ett så kallat bytesbrev, med vilket Hans Kröpelin d.ä. på Skänninge klosters vägnar byter till sig torpet av Uppsala domkyrka.
Det har spekulerats i att gårdens norra flygel är uppbyggd på detta torp. Hägersten lydde under Årsta gård innan denna delades 1763. Därefter bildade gamla Södertäljevägen gräns mellan ägorna. Till Hägerstens gård räknades bland annat egendomarna Katrineberg, Stora Gröndal, Stora Fågelsången, Ekensberg, Vinterviken, Lindholmen, Klubben, Eolshäll och Petersberg.
Claes Arrhén von Kapfelman var första ägare av det avstyckade godset. Det var också han som utvecklade Hägerstens jordbruk. År 1763 gifte han sig med Catharina Christina Bellman, syster till Carl Michael Bellman. Flera av Bellmans sånger utspelar sig därför på gården och dess ägor. Arrhéns tid på Hägersten präglades av dåliga finanser och han sålde av flera lägenheter. År 1779 blev han försatt i konkurs. Ett flertal ägarbyten skedde en kort tid därefter, bland dem Anders Reimers som innehade Hägersten kring sekelskiftet 1800. 
Gården fick sin mest glansfyllda period sedan justitierådet Johan Henric Peterson blivit dess ägare 1812. Förbudet för ofrälse att köpa säterier hade upphört 1810. Peterson lyckades köpa tillbaka några av Hägerstens lägenheter. Det var troligen under hans tid som mangårdsbyggnadens övre vånings mittparti fick större takhöjd. Peterson kallades ibland för "Näktergalen" på grund av sitt sång- och musikintresse. Huvudbyggnaden består delvis av två hus som flyttades sjövägen från Fogdön. Fasaderna var ursprungligen panelade men reveterades i slutet av 1800-talet.

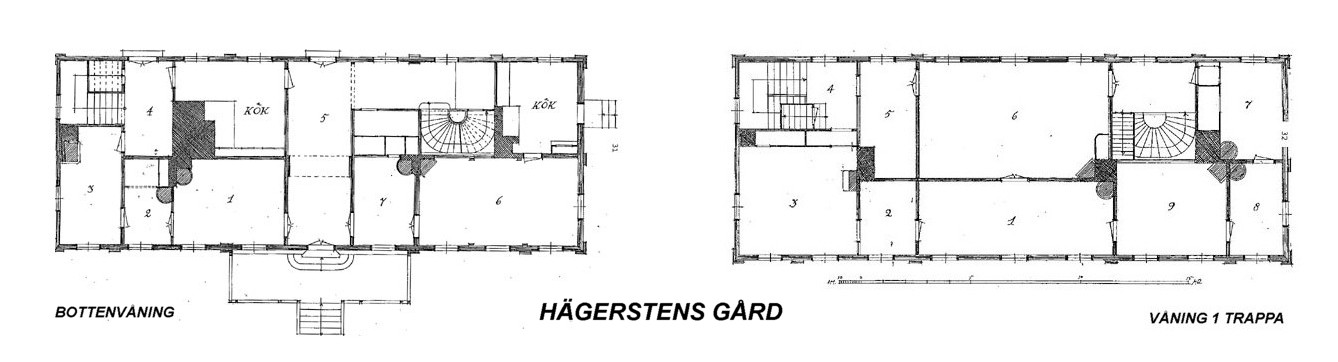
Huvudbyggnaden, ritning över bottenvåning och övre våningen.

Sveriges första pomolog Olof Eneroth föddes 1825 på Hägerstens gård. Efter en tid av många olika ägare och inspektorer bosatte sig en familj återigen på Hägersten. Det var Knut Åkerhielm som var hovmarskalk och ansvarig för de kungliga teatrarna. Sedan dottern Julia gift sig med en kapten Emil Malmborg, bosatte paret sig dock inte på Hägerstens gård, utan denna blev i stället sommarnöje.

## Historiska bilder

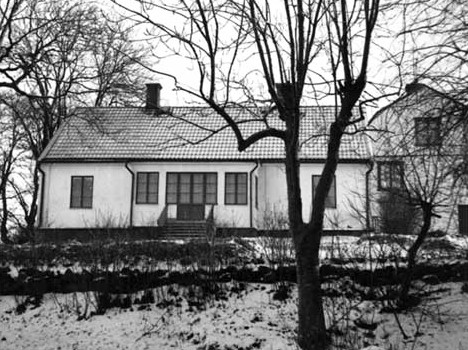
Norra flygeln 1946
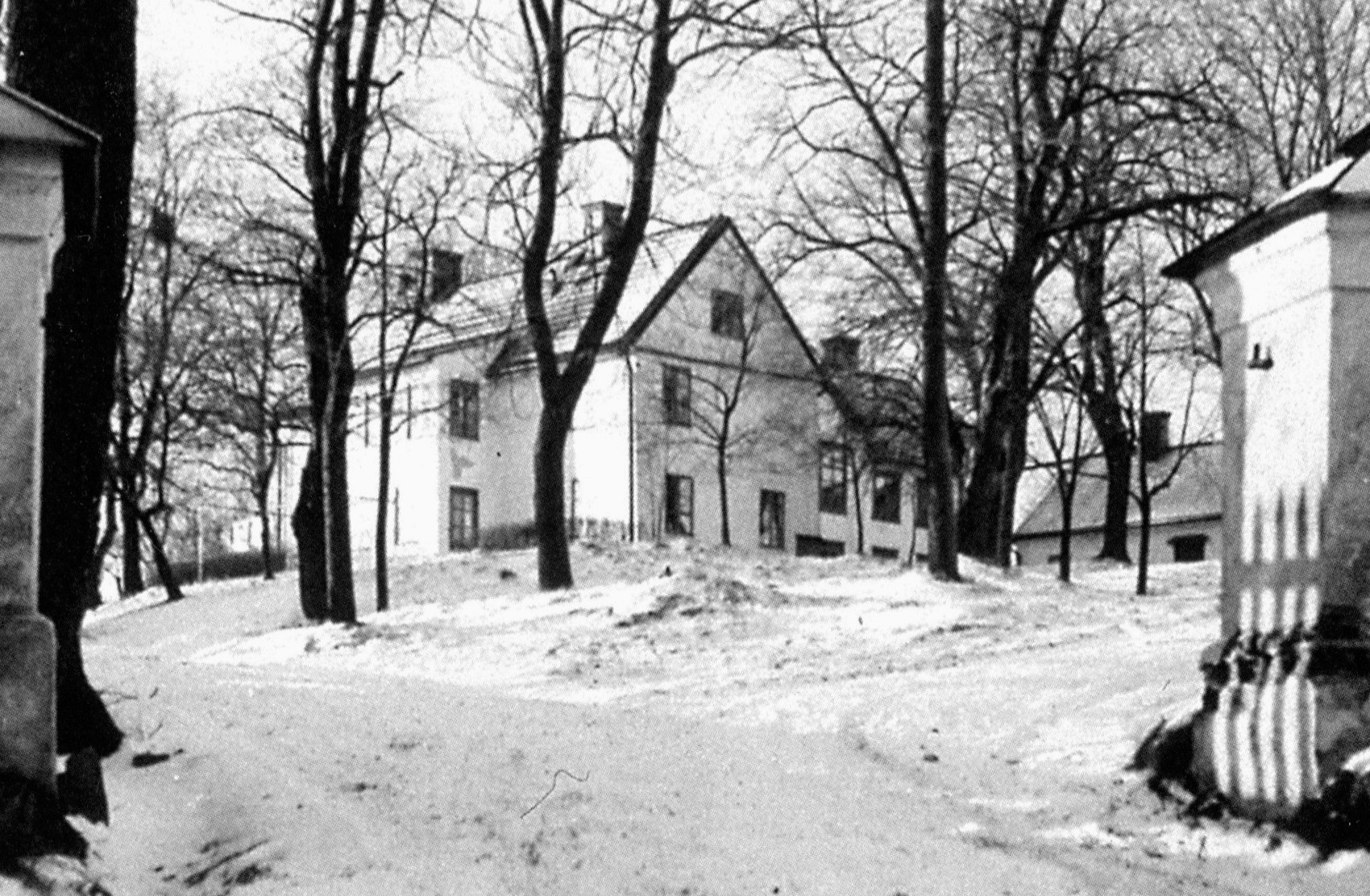
Entrégrind 1946
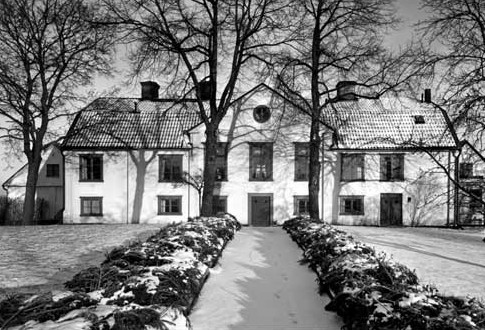
Fasad mot syd 1946
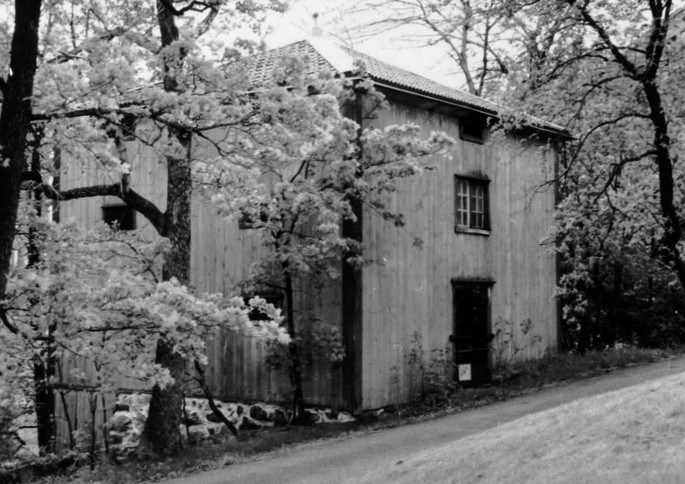
Spannmålsboden 1946

## Nutida bilder

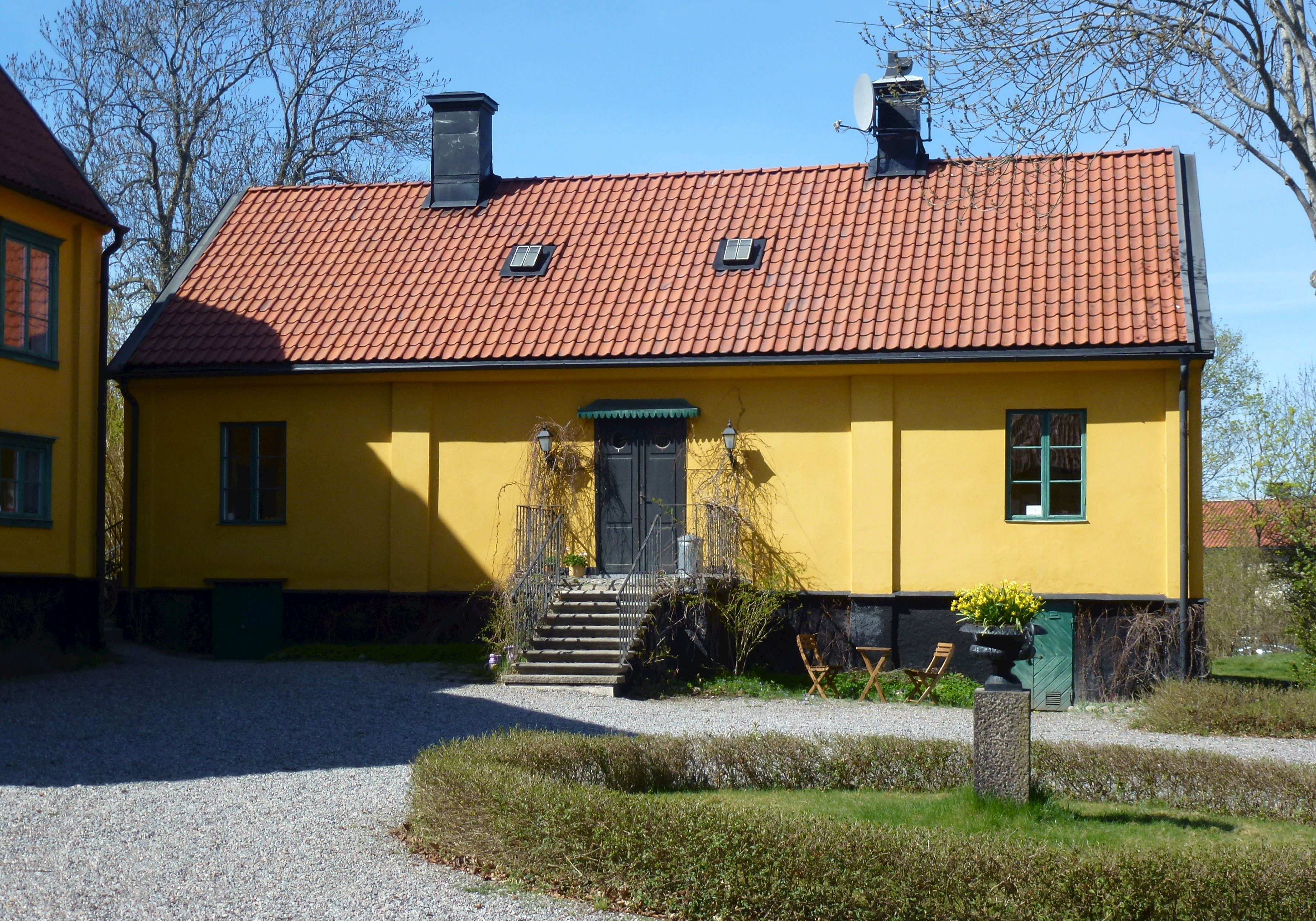
Hägerstens gård, norra flygeln
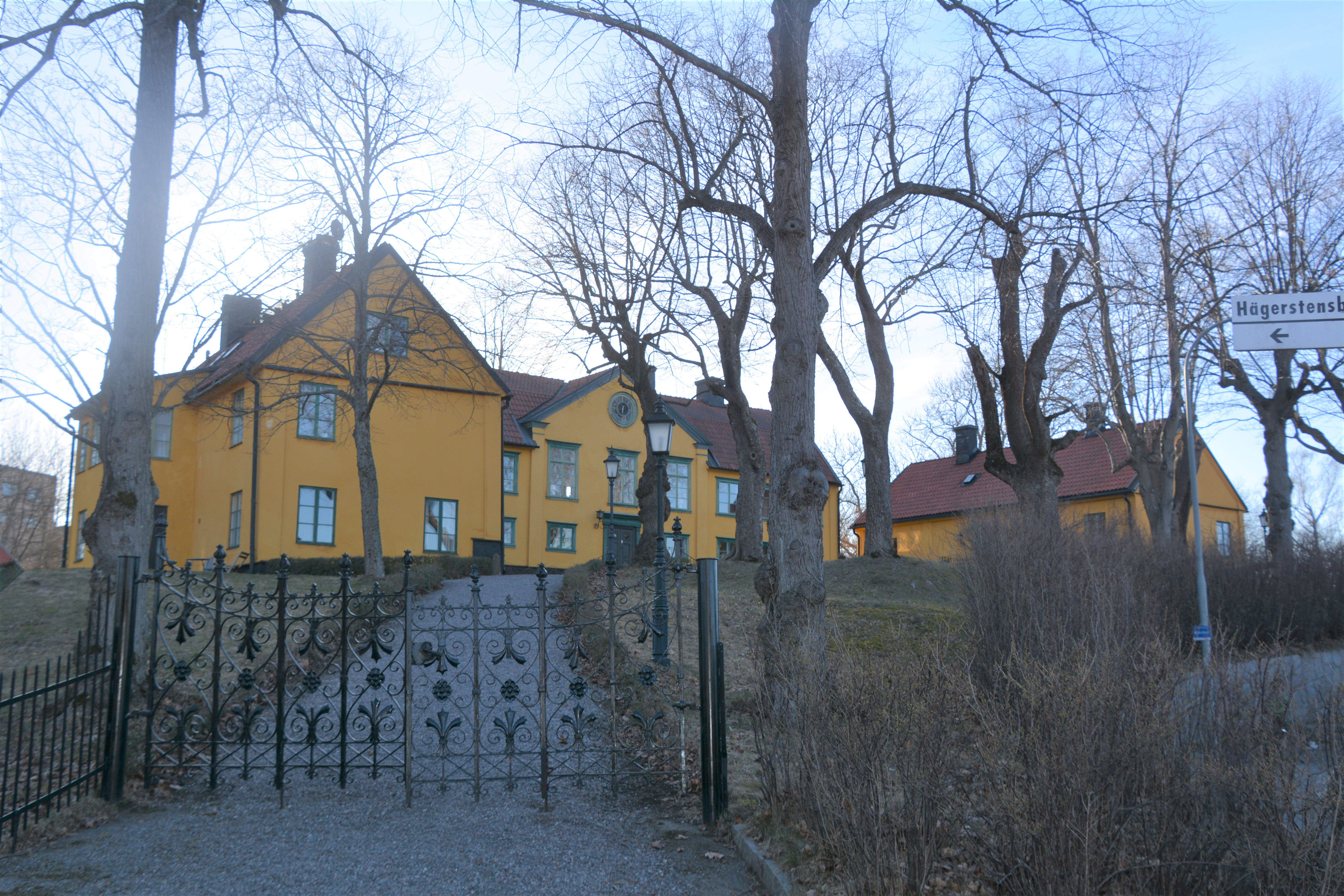
Hägerstens gård, grind och uppfart
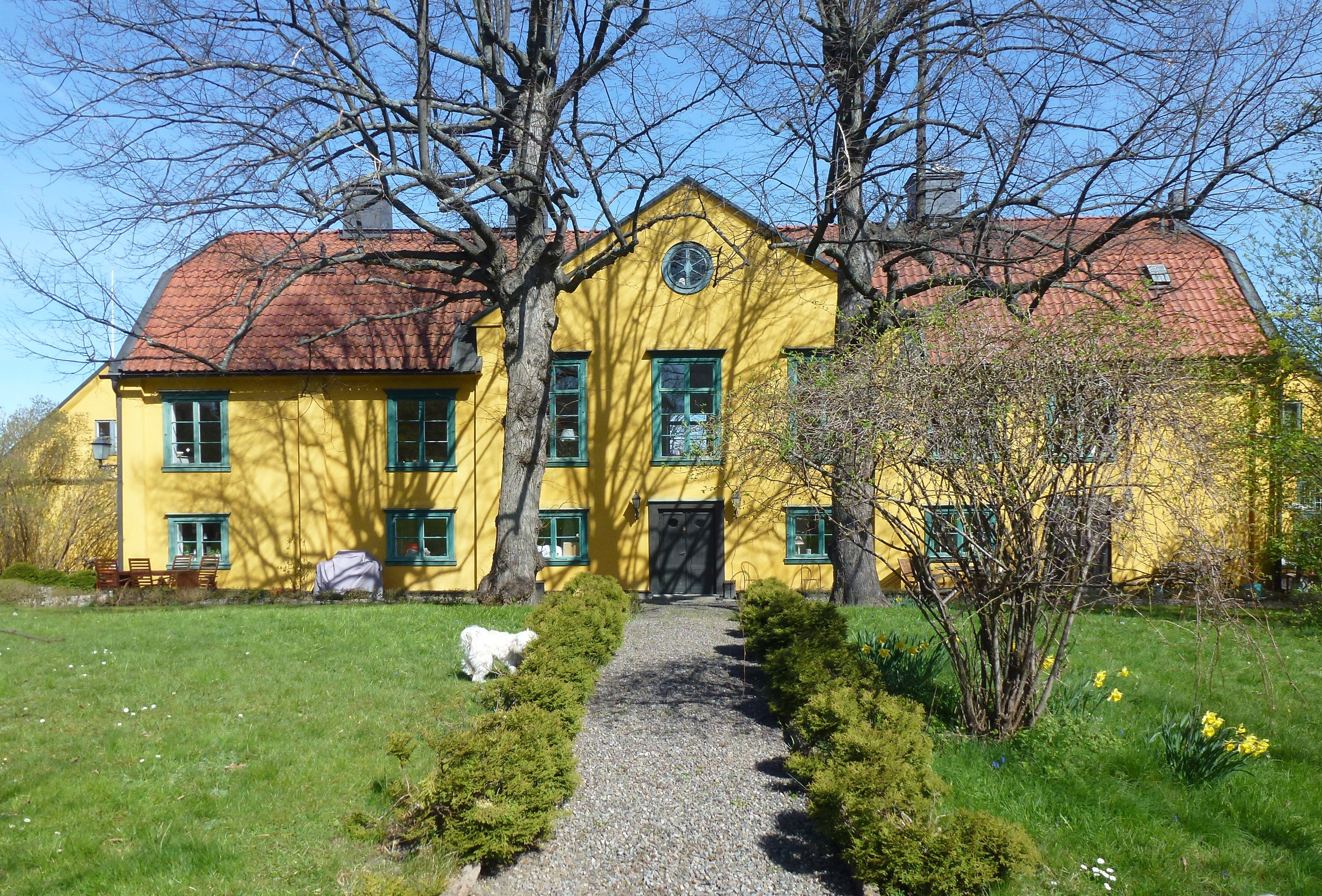
Huvudbyggnad, fasad mot syd
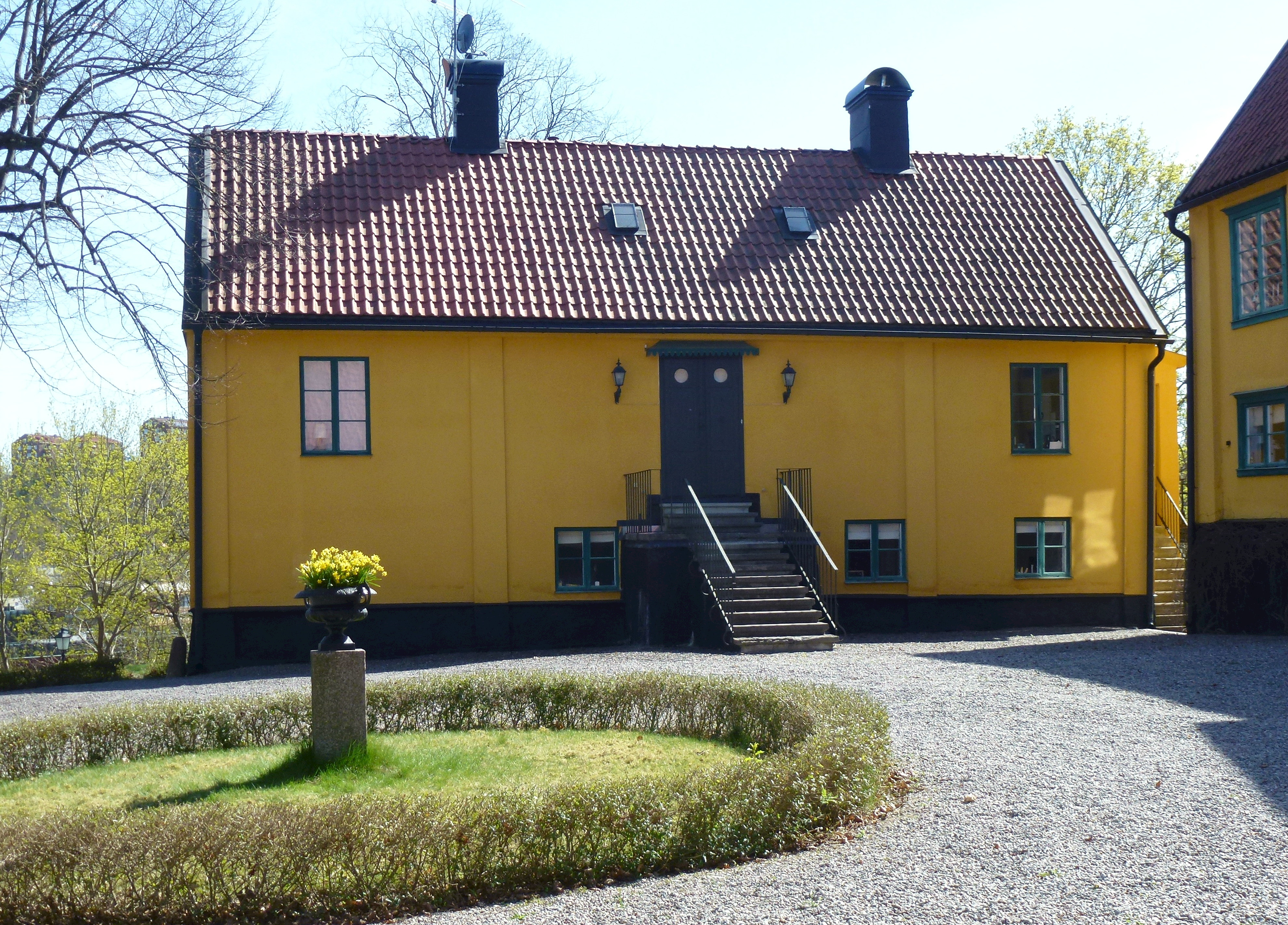
Hägerstens gård, södra flygeln

## Gården under Olsson & Rosenlund

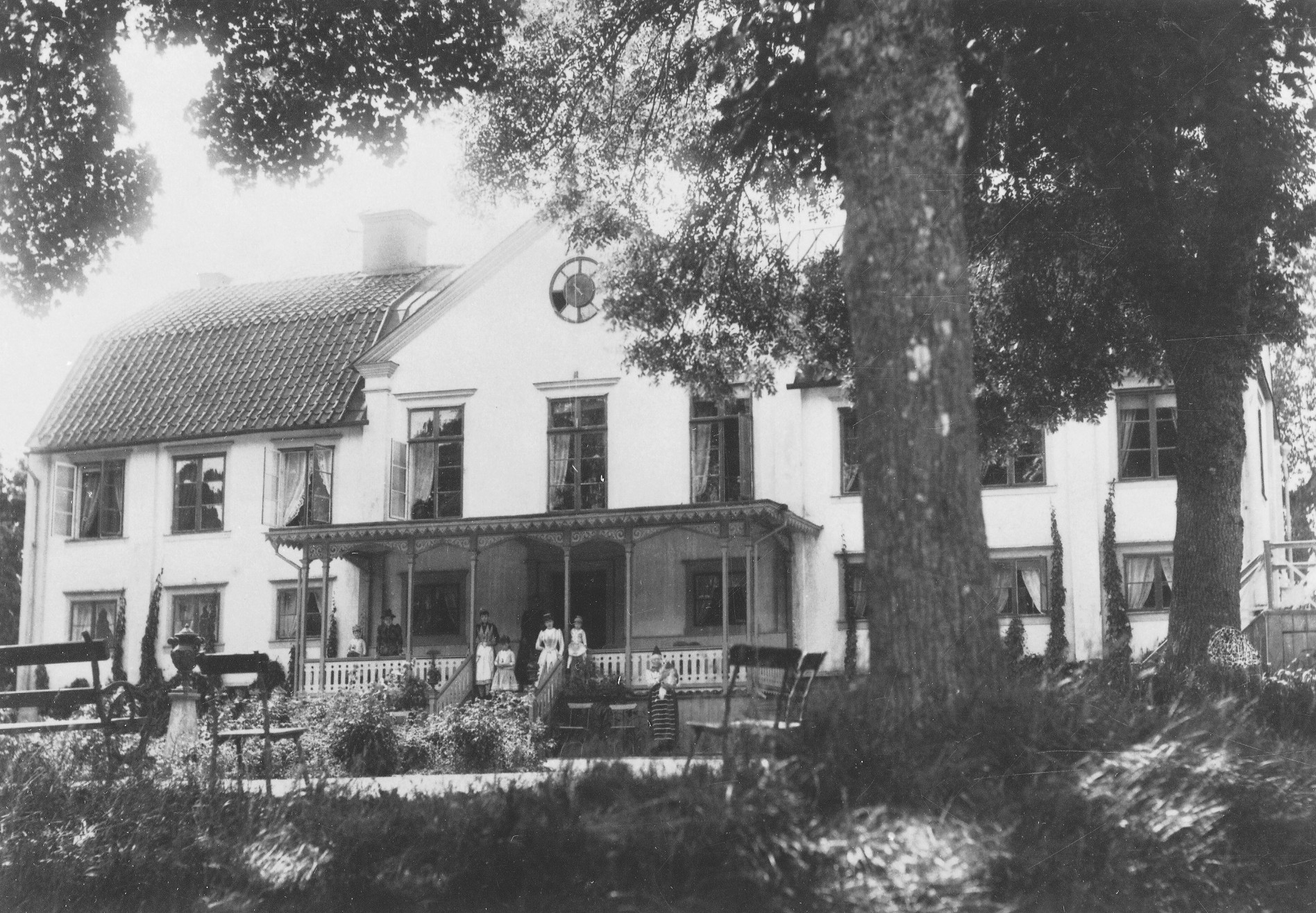
Äldsta kända fotografi på Hägerstens gård, familjen Brick på verandan, ca 1900.

Olsson & Rosenlund köpte Hägersten 1894 och med detta förvärv inleddes en ny epok, med uppförande av industrier. Företaget hade lagt grunden till en trävarudynasti i Heby i Västmanland. I Hägersten utnyttjades det fördelaktiga läget vid Mälaren med en naturlig hamn för timmersläpen. Olsson & Rosenlund grundade även tegelbruk med lera som togs i nuvarande Örnsbergs industriområde. Tillsammans med jordbruk och trävaruindustri var firman ensam arbetsgivare i området. Mälarhöjdens villor kom att byggas med trä och tegel från Olsson & Rosenlund. 
Först 1913, ett sekel efter mälartrafikens första ångbåtstur, blev båtarna utkonkurrerade av Södra Förstadsbanan som fick hållplats vid Hägerstens allé. År 1997 köptes gården av byggfirman L M Jacobsson Bygg AB och en bostadsrättsförening bildades. De fem lägenheterna såldes sedan successivt ut samtidigt som gården rustades upp. Under renoveringens början "blåmarkerades" byggnaden av Stockholms Stadsmuseum, vilket innebär att den hör till Stockholms mest skyddsvärda byggnader.

## Gårdar och torp under Hägersten
- Eolshäll
- Johannisdalsgården
- Stora Gröndal
- Stora Fågelsången
- Charlottendal
- Ekensberg
- Petersberg